# Дом здравља "Стана Томић" Пале
Дом здравља "Стана Томић" Пале је здравствени центар примарне здравствене заштите у Републици Српској, Босна и Херцеговина, по организационој и кадровској структури, мрежи објеката и опремљености. Основан је 1976. године у новоизграђеном централном објекту и три подручне амбуланте: Мокро, Подграб и Прача, са одговарајућом кадровском попуном.
Одборници Скупштине општине Пале, на иницијативу Борачке организације Пале, усвојили су у јуну 2023. одлуку о измјени оснивачког акта Јавне здравствене установе Дом здравља "Пале", односно о преименовању у Дом здравља "Стана Томић", по медицинској сестри која је погинула на Жепи 1992. године приликом помогања рањеним борцима.

## Положај и размештај
Дом здравља Пале налази се у седишту општини Пале, на Палама, у улици Милана Симовића бр. 16, у порстраној котлини, на надморској висини од 820 м која са прибрежјем заузима површину од око 8,5 км², док цело подручје општине Пале, које здравствено обезбеђује Дом здравља обухвата простор 492 км² изразито планинског карактера, са надморском висином од 624 до 1.916 м, које се због географско-природних особина одавно сматра за климатско лечилиште и излетиште, које посећује велики број туриста.
Дом здравља Пале територијално припада здравственим установама на подручју града Источно Сарајево у Републици Српској, као један од, четири дома здравља (Источно Ново Сарајево, Пале, Соколац и Трново).
У њеном саставу полед Дома здравља у Палама налазе се и две издвојене амбуланте:
- Дом здравља Пале амбуланта Подграб, у Подграбу, на адреси Подграб бб
- Дом здравља Пале амбуланта Мокро, у насељу Мокро, на адреси Мокро бб

## Организација
Увођењем породичне медицине, данас у овој установи ради
- 12 тимова породичне медицине,
- Служба породичне медицине (12 тимова)
- Служба хитне помоћи
- Служба за ментално здравље
- Гинекологија
- Педијатрија
- Стоматологија
- Лабораторија
- Радиолошка дијагностика
- Хигијенско епидемиолошка служба
- Центар базичне рехабилитације - ЦБР
- Немедиицинске службе (рачуноводство, правна служба и Јединица за квалитета).

У паљанском Дому здравља у 2019.године радило је укупно 110 радника, што је према неким нормативама и стандардима, увећан број запослених, јер ова установа која здравствено збрињава 22.000 становника требало би да има 66 радника, односно како је максимално дозвољено 20% цивилног сектора, то је 88 радника, што установу са више од 20 људи сваког месеца доводи у губитак од 30.000 КМ.